# Darío Greni
Darío Víctor Greni Olivieri (Canelones, 1974) es un maestro y director uruguayo. 
Maestro en varias escuelas rurales, trabaja actualmente como director en la Escuela Rural N°88 Alfred Nobel ubicado en Las Violetas, Canelones. Ha ganado varios premios nacionales.
En 2017 fue galardonado con un diploma en reconocimiento a su trabajo por la Red de Aprendizaje Global.
Fue uno de los cincuenta finalistas para el Premio Global a la Enseñanza en 2019, también llamado el Nobel de la Educación
quedó como finalista entre los mejores educadores del mundo entre 10 mil postulados.
Darío con su pareja Esther participaron en el programa internacional de telerrealidad La Gran Carrera (en inglés: The Amazing Race) en su quinta temporada. Quedando en segundo lugar en The Amazing Race Latinoamérica 2013.